# Архив Индий
Генеральный архив Индий (исп. Archivo General de Indias) — архив в городе Севилья (Андалусия, Испания). Содержит ценные документы, иллюстрирующие историю Испанской империи в Америке и на Филиппинах. Архив был создан в 1785 г. Здание, в котором располагается архив, является образцом архитектуры Возрождения. В 1987 году здание Генерального архива Индий было включено в список Всемирного наследия ЮНЕСКО.

## История
В 1572 году Филипп II поручил создать здание в Севилье для местной гильдии купцов Консуладо-де-меркадерес (Casa Lonja de Mercaderes). Проектированием здания занимался архитектор Хуан де Эррера. Ранее севильские купцы предпочитали торговать под прохладными сводами собора. В центре здания находилось большое патио. По краю крыши здания шла балюстрада, а по краям были установлены обелиски. На здании нет скульптурных украшений.
В 1584 году под руководством Хуана де Михареса начинается строительство здания. Здание было построено в 1598 году, о чём можно узнать благодаря надписи на северном фасаде. В XVII веке шли работы по отделке здания. Ими до 1629 года руководил архиепископ Хуан де Сумаррага.
В 1785 году указом короля Карла III был создан архив в Севилье в здании бывшей биржи. Цель создания архива заключалась в объединении в одном месте всех документов, которые относились к «делам Индий». Ранее они находились в Симанкасе, Кадисе и Севилье, где для них уже не хватало места. Инициатором проекта был секретарь Индий Хосе Гальвес, а исполнителем проекта — великий космограф Индий Дон Хуан Батиста Муньос. В октябре 1785 года в архив прибывают первые документы из Симанкаса. Для размещения документов потребовалась небольшая перестройка здания. В 1787 году была построена большая мраморная лестница.

## Характеристика
В Генеральном архиве Индий хранится большое количество материалов вплоть до конца XIX века. Самые ранние материалы датируются концом XV века. В архиве можно найти редкие документы, а именно: запрос Мигеля де Сервантеса на официальный пост, папская булла демаркации Inter caetera папы Александра VI, поделившая мир между Испанией и Португалией, журнал Христофора Колумба.
Большая часть документов архива исходит из метропольных органов, которые ответственны за колониальную администрацию. Только небольшая часть документов принадлежит колониальным органам (Генеральному управлению Кубы XVIII—XIX вв.) и частным лицам из колониальной администрации.
В настоящее время суммарная длина полок в Генеральном архиве Индий составляет более 9 км, на которых находятся 43 тыс. связок и около 80 млн страниц, созданных администрациями колоний:
- Consejo de Indias, XVI—XIX вв.
- Casa de la Contratación, XVI—XVIII вв.
- Consulados de Sevilla y Cádiz, XVI—XIX вв.
- Secretarías de Estado y Despacho Universal de Indias, de Estado, Gracia y Justicia, Hacienda y Guerra, XVI—XIX вв.
- Secretaría del Juzgado de Arribadas de Cádiz, XVI—XIX вв.
- Comisaría Interventora de la Hacienda Pública de Cádiz, Dirección General de la Renta de Correos, XVIII—XIX вв.
- Sala de Ultramar del Tribunal de Cuentas, XIX век
- Real Compañía de la Habana, XVIII—XIX вв.

Здание было отреставрировано в 2002—2004 гг. без нарушения работы библиотеки. По состоянию на 2005 год 15 млн страниц архива находились на оцифровке. Архив располагает также вспомогательной библиотекой в 25 тыс. томов документов и книг.